# هرلی (آلاباما)
هرلی (به انگلیسی: Hurley) یک منطقهٔ مسکونی در ایالات متحده آمریکا است که در شهرستان چروکی، آلاباما واقع شده‌است. هرلی ۱۷۳٫۱۳ متر بالاتر از سطح دریا قرار دارد.